# Jean-Louis Nicolas
Jean-Louis Nicolas (* um 1945) ist ein französischer Mathematiker, der sich mit analytischer und algorithmischer Zahlentheorie befasst.
Nicolas wurde 1968 bei Charles Pisot an der Universität Paris promoviert (Ordre maximal d'un élément du groupe des permutations et "highly composite numbers). Er war Professor an der Universität Limoges (in den 1980er Jahren) und der Universität Claude Bernard 1 in Lyon.
Von ihm stammen zur Riemannschen Vermutung (RH) äquivalente Vermutungen mit der Eulerschen Phi-Funktion. Speziell bewies er, dass falls RH gilt,  für alle {\displaystyle k\geq 1}
{\displaystyle e^{\gamma }\ln \ln N_{k}<{\frac {N_{k}}{\phi (N_{k})}}}
(erstes Kriterium von Nicolas) mit {\displaystyle N_{k}} dem k-ten Primorial (Produkt der ersten k Primzahlen), {\displaystyle \phi } der Eulerschen Phi-Funktion und {\displaystyle \gamma } der Euler-Mascheroni-Konstante. Falls allerdings RH falsch ist, zeigte er, dass die Ungleichung für unendliche viele {\displaystyle k} richtig und für unendlich viele andere falsch ist. Das zweite Kriterium von Nicolas bringt Ungleichungen mit der Phi-Funktion von Euler, die äquivalent zur RH sind.
2019 fand er eine Ungleichung, die äquivalent zur RH ist und die Landau-Funktion involviert (die maximale Ordnung eines Elements der symmetrischen Gruppe der Ordnung n). Eine weitere zur RH äquivalente Ungleichung mit der Teilerfunktion fand er 2011. Er berechnete auch mit Kollegen die Werte der Landaufunktion {\displaystyle g(n)} bis {\displaystyle n=10^{15}}.
Er veröffentlichte viel mit Paul Erdős und die Erdös-Nicolas-Zahlen sind nach beiden benannt. Nicolas befasste sich auch mit Partitionen  und der symmetrischen Gruppe und mit Modulformen mod 2 (teilweise mit Jean-Pierre Serre).
Eine Festschrift zum 60. Geburtstag erschien 2005 im Ramanujan Journal (Band 9, Heft 1–2, 2005).
Zu seinen Doktoranden gehören Francois Morain und Guy Robin, der bei ihm 1983 an der Universität von Limoges promovierte und von dem das Ramanujan-Robin-Kriterium stand (einer Ungleichung für die Teilerfunktion, die äquivalent zur Riemannschen Vermutung ist, wobei die Notwendigkeit für die Äquivalenz von Srinivasa Ramanujan stammt, wovon Robin aber zunächst keine Kenntnis hatte).

## Schriften
- Ordre maximal d’un element du groupe des permutations et "highly composite numbers", Bull. Soc. Math. France, Band 97, 1969, S. 129–191.
- Petites valeurs de la fonction d’Euler, J. Number Theory, Band 17, 1983, S. 375–388.
- Small values of the Euler function and the Riemann hypothesis, Acta Arithmetica, Band 155, 2012, S. 311–321, Arxiv
- mit Geoffrey Caveney, Jonathan Sondow: On SA, CA, and GA numbers, Ramanujan Journal, Band 29, 2012, S. 359–384, Arxiv
- mit Jonathan Sondow: Ramanujan, Robin, Highly Composite Numbers, and the Riemann Hypothesis, Contemporary Mathematics, Band  627, 2014, S. 145–156, Arxiv